# Karczew (ville)
Pour les articles homonymes, voir Karczew.
Karczew (prononciation : [ˈkart͡ʂɛf]) est une ville du powiat d'Otwock de la voïvodie de Mazovie, dans le nord-est de la Pologne.
La ville est située à 24 kilomètres au sud-est de Varsovie, capitale de la Pologne. Elle couvre une surface de 28,12 km2 et comptait 10 277 habitants en 2010.
Elle est le siège administratif (chef-lieu) de la gmina appelée gmina de Karczew.

## Histoire
Fondée au XVe siècle comme village, Karczew possède le statut de ville de 1548 à 1869, puis à partir de 1959.
De 1975 à 1998, elle fait partie de la voïvodie de Varsovie.

## Personnalités liées à la ville
- Jean Quirin de Mieszkowski, général de la Révolution française

## Démographie

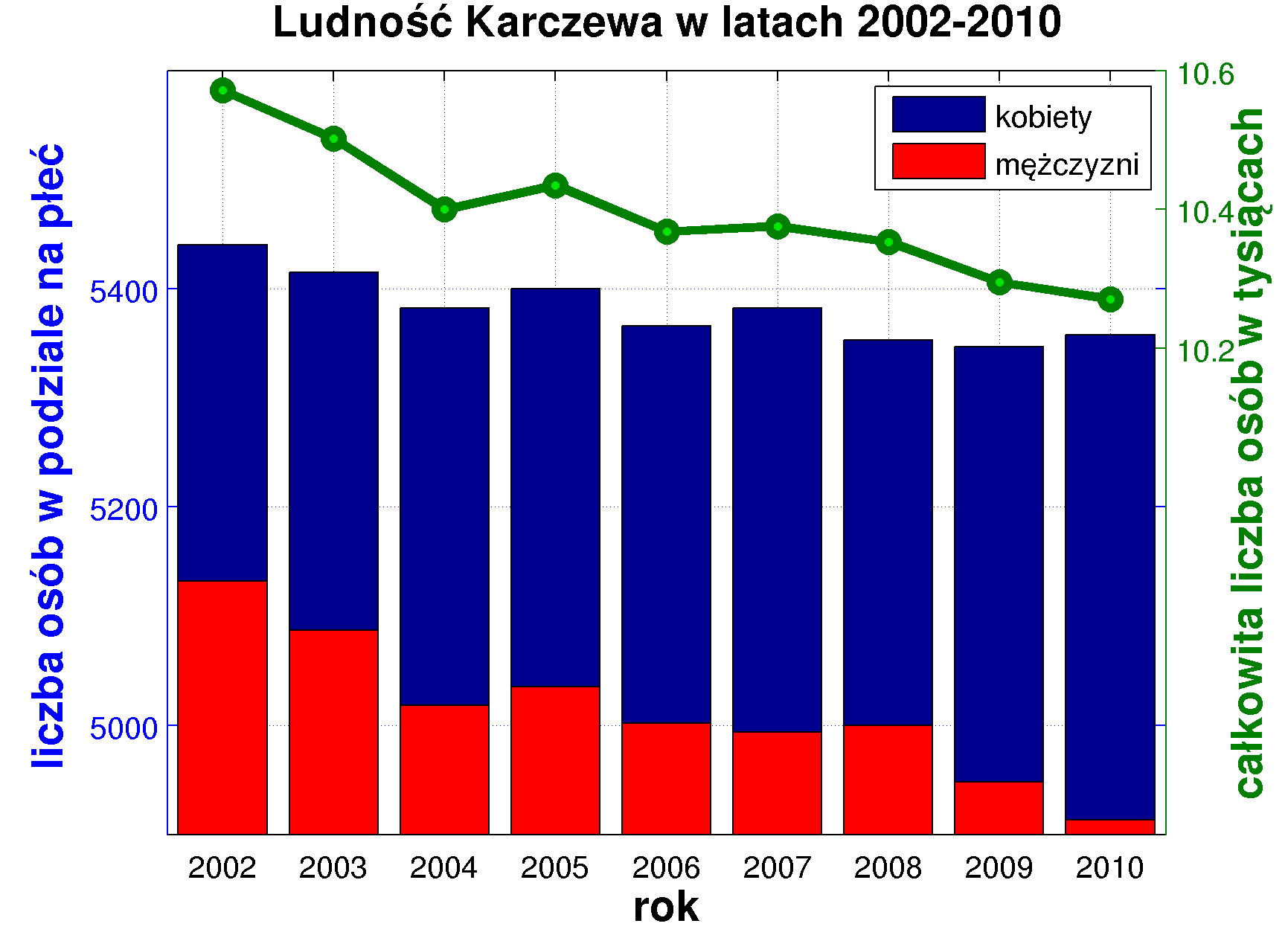
Répartition hommes (en rouge)/femmes (en bleu) de 2002 à 2010

## Relations internationales

### Jumelages
Karczew est jumelée avec :
- Tournan-en-Brie (France)
- Pilzno (Pologne)